# Spilosoma miserata
Spilosoma miserata är en fjärilsart som beskrevs av Felix Bryk 1941. Spilosoma miserata ingår i släktet Spilosoma och familjen björnspinnare. Inga underarter finns listade i Catalogue of Life.